# فرودگاه کوهستان ماهوگانی
فرودگاه کوهستان ماهوگانی (به انگلیسی: Mahogany Mountain Airport) یک فرودگاه خصوصی است که یک باند فرود خاک دارد و طول باند آن ۷۹۲ متر است. این فرودگاه در کشور ایالات متحده آمریکا قرار دارد و در ارتفاع ۱۴۰۸ متری از سطح دریا واقع شده‌است.